# Mikroregion Arari

Mikroregion Arari

Mikroregion Arari – mikroregion w brazylijskim stanie Pará należący do mezoregionu Marajó. Ma powierzchnię 29.079,0 km²

## Gminy
- Cachoeira do Arari
- Chaves
- Muaná
- Ponta de Pedras
- Salvaterra
- Santa Cruz do Arari
- Soure